# Tatsuo Matsumura
Pour les articles homonymes, voir Matsumura.
Tatsuo Matsumura (松村 達雄, Matsumura Tatsuo), né le 18 décembre 1914 à Yokohama et mort le 18 juin 2005 est un acteur japonais.

## Biographie
Tatsuo Matsumura fait ses études à la faculté d'économie de l'université Hōsei et période pendant laquelle il pratique le rugby, il obtient son diplôme en 1938. Il commence une carrière d'acteur de théâtre avant d'être mobilisé en 1942 lors de la Seconde Guerre mondiale.
Après être apparu une première fois dans le rôle du docteur Yamashita dans le 6e film de la série C'est dur d'être un homme sous la direction de Yōji Yamada, il reprend le rôle de l'oncle de Tora-san du 9e au 13e volets de la série, à la suite de la mort de l'acteur Shin Morikawa (ja) en 1972.
Tatsuo Matsumura meurt le 18 juin 2005 d'une insuffisance cardiaque à l'âge de 90 ans. Il tourne au cinéma dans 75 films entre 1960 et 2004.

## Filmographie partielle

### Acteur au cinéma
- 1960 : The Secret of the Telegian (電送人間, Densō ningen?) de Jun Fukuda
- 1960 : Histoire singulière à l'est du fleuve (濹東綺譚, Bokutō kitan?) de Shirō Toyoda : Endō
- 1960 : The Human Vapor (ガス人間第1号, Gasu Ningen Daiichigō?) d'Ishirō Honda
- 1962 : King Kong contre Godzilla (キングコング対ゴジラ, Kingu Kongu tai Gojira?) de Ishirō Honda
- 1962 : Hara-kiri (切腹, Seppuku?) de Masaki Kobayashi
- 1967 : Rébellion (上位討ち 拝領妻始末, Jōi uchi Hairyō Tsuma Shimatsu?) de Masaki Kobayashi : Masakata Matsudaira
- 1970 : Dodes'kaden (どですかでん, Dodesukaden?) d'Akira Kurosawa : Kyota Watanaka
- 1971 : C'est dur d'être un homme : Un air de candeur (男はつらいよ 純情篇, Otoko wa tsurai yo: Junjō hen?) de Yōji Yamada : docteur Yamashita
- 1972 : C'est dur d'être un homme : Mon cher quartier (男はつらいよ 柴又慕情, Otoko wa tsurai yo: Shibamata bojō?) de Yōji Yamada : Ryūzō Kuruma
- 1972 : C'est dur d'être un homme : Rêve éveillé (男はつらいよ 寅次郎夢枕, Otoko wa tsurai yo: Torajirō yumemakura?) de Yōji Yamada : Ryūzō Kuruma
- 1973 : C'est dur d'être un homme : Élégie du vagabondage (男はつらいよ 寅次郎忘れな草, Otoko wa tsurai yo: Torajirō wasurenagusa?) de Yōji Yamada : Ryūzō Kuruma
- 1973 : C'est dur d'être un homme : Mon Torajirô à moi (男はつらいよ 私の寅さん, Otoko wa tsurai yo: Watashi no tora-san?) de Yōji Yamada : Ryūzō Kuruma
- 1974 : C'est dur d'être un homme : La Maladie d'amour (男はつらいよ 寅次郎恋やつれ, Otoko wa tsurai yo: Torajirō koiyatsure?) de Yōji Yamada : Ryūzō Kuruma
- 1977 : L'Île de la prison (獄門島, Gokumon-tō?) de Kon Ichikawa : Murase
- 1979 : C'est dur d'être un homme : Tora-san ange gardien (男はつらいよ 翔んでる寅次郎, Otoko wa tsurai yo: Tonderu Torajirō?) de Yōji Yamada : Reikichi Matsuda
- 1980 : C'est dur d'être un homme : Un drôle de père (男はつらいよ 寅次郎かもめ歌, Otoko wa tsurai yo: Torajirō kamome uta?) de Yōji Yamada : le professeur Hayashi
- 1982 : Giwaku (疑惑?) de Yoshitarō Nomura : Masao Harayama
- 1983 : C'est dur d'être un homme : Priez pour nous Tora-san (男はつらいよ 口笛を吹く寅次郎, Otoko wa tsurai yo: Kuchibue o fuku Torajirō?) de Yōji Yamada : Yasumichi Ishibashi
- 1985 : C'est dur d'être un homme : Le Cœur sur la main (男はつらいよ 寅次郎恋愛塾, Otoko wa tsurai yo: Torajirō ren'aijuku?) de Yōji Yamada : le professeur Ushiyama
- 1987 : C'est dur d'être un homme : Il était une fois Tora-san (男はつらいよ 寅次郎物語, Otoko wa tsurai yo: Torajirō monogatari?) de Yōji Yamada : Kikuda
- 1993 : Madadayo (まあだだよ, Mādadayo?) d'Akira Kurosawa : le professeur Uchida
- 1994 : Les 47 Rōnin (四十七人の刺客, Shijūshichinin no shikaku?) de Kon Ichikawa
- 1999 : Après la pluie (雨あがる, Ame agaru?) de Takashi Koizumi

### Acteur à la télévision
- 1995 : Hiroshima de Koreyoshi Kurahara et Roger Spottiswoode : Kantarō Suzuki

## Distinctions

### Récompenses
- 1990 : récipiendaire de l'Ordre du Trésor sacré
- 2006 : prix spécial du président du jury aux Japan Academy Prize[5]

### Nominations
- 1994 : prix du meilleur acteur pour Madadayo aux Japan Academy Prize[6]